# Увольнение в город
«Увольнение в город» (англ. On the Town, 1949) — американский музыкальный фильм. Входит в двадцатку лучших американских фильмов-мюзиклов за 100 лет по версии AFI. Снят по мотивам одноимённого мюзикла Джерома Роббинса и Леонарда Бернстайна, который, в свою очередь, базируется на балете их же авторства «Матросы на берегу» (1944).

## Сюжет
Три весёлых моряка Габей, Чип и Оззи получают долгожданное увольнение в Нью-Йорк. За сутки они должны успеть выполнить всю намеченною программу — осмотреть все достопримечательности, музеи, и, конечно же, познакомиться с самыми красивыми девушками. Во время первой же поездки в подземке Габей видит на стене вагона плакат «Мисс метрополитен» и с первого взгляда влюбляется в изображённую на плакате девушку. Его друзья легко находят себе пару, и только Габей продолжает искать в большом городе очаровательную незнакомку. В конце концов он её находит, и зовут её Айви Смит. После череды приключений все три пары собираются перед расставанием на Кони-Айленде. Героям пора возвращаться на судно, а им на смену отправляется в увольнение уже новая партия моряков.

## В ролях
- Джин Келли — Гэби
- Фрэнк Синатра — Чип
- Бетти Гарретт — Брунхильда Эстерхази
- Энн Миллер — Клэр Хаддесен
- Вера-Эллен — Айви Смит
- Жюль Маншин — Оззи
- Флоренс Бейтс — Мадам Дилиовска
- Элис Пирс — Люси Шмилер
- Джордж Мидер — Профессор
- Ханс Конрайд — Франсуа

В титрах не указаны
- Би Бенадерет — девушка в баре
- Сид Мелтон — Спад
- Дик Уэссел — моряк Коварски
- Лестер Дорр — пассажир подземки

## Награды и премии
- Оскар 1950 — «Лучший саундтрек для музыкальных картин» — Леонард Бернстайн
- Золотой глобус 1950 — «Лучшая работа оператора (цветные фильмы)» (номинация)
- BAFTA 1950 — «Лучший фильм»